# Київське товариство природознавців
Київське товариство природознавців, Київське товариство дослідників природи — організація вчених та любителів природознавчих наук, яка діяла в Києві у 1869—1930 роках. Товариство гуртувало науковців, проводило слухання наукових доповідей, організовувало науково-популярні лекції, видавало наукові праці, сприяло дослідженню природи Київської губернії, Криму та інших частин України, Кавказу.

## Історія заснування
Згідно з університетським статутом Російської імперії 1863 року університети мали сприяти розвитку науки шляхом утворення наукових товариств. Одним з перших товариств, яке було організоване при Київському університеті, стало товариство природознавців. Воно було організовано 28 лютого 1869 року за ініціативи 22 викладачів університету. У числі засновників був колишній професор Київського університету Карл Кесслер, який був ініціатором створення товариств природознавців у всій Російській імперії, головою Першого всеросійського з'їзду природознавців у 1868 році та засновником аналогічного Петербурзького товариства. Також активістами ідеї заснування товариства були професор зоології ембріолог Олександр Ковалевський та професор хімії Петро Алєксєєв.

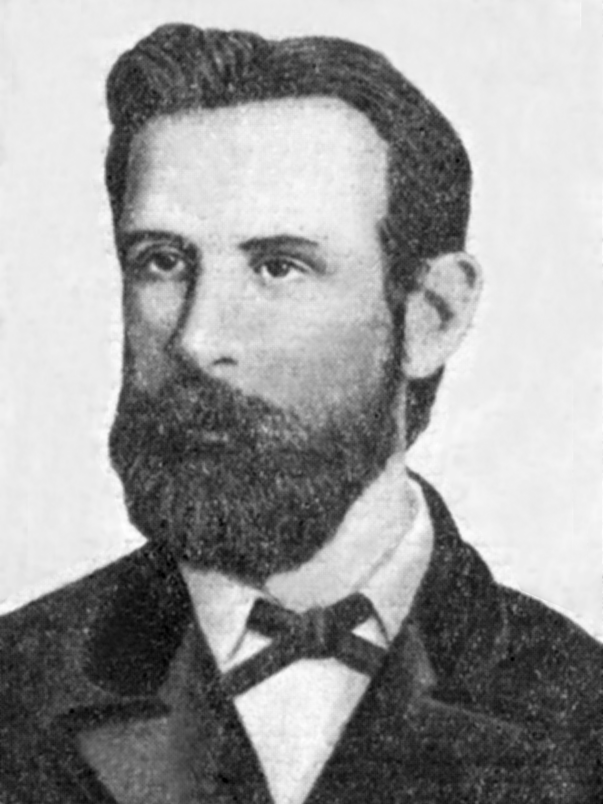
Перший президент товариства Ілля Борщов

Першим президентом товариства було обрано ботаніка Іллю Борщова.

## Діяльність
Задачею товариства було дослідження природи Київського навчального округу, до якого належали Волинська, Подільська, Київська, Чернігівська та Полтавська губернії.

### Зоологія і ботаніка
У галузі досліджень флори й фауни члени товариства зосередилися на дослідженнях біоти Волинської, Подільської, Київської, Чернігівської, Полтавської губерній. Дослідження вели Йосип Пачоський, Панас Рогович, Іван Шмальгаузен та інші. Панас Рогович у 1870 році досліджував флору та географію Дніпра та його берегів на відстані від Києва до Херсона, Іван Шмальгаузен вивчав флору Поділля у 1882—1883 роках. Морську фауну Чорного та Азовського моря вивчали Микола Бобрецький (у 1869 та 1879 роках) і Василь Совинський (у 1879 і 1882 роках). Ботанік Володимир Липський здйснював експедиції до Поділля, Криму, Кавказу, Середньої Азії.
Низка досліджень членів Товариства стосувалися й територій, далеких від України. Зокрема Олексій Коротнєв у 1871 році досліджував озеро Байкал.
На початку XX століття за ініціативою членів товариства розповсюджовалося шовківництво в Київській губернії.

## Фінансування
Згідно з університетським статутом 1863 наукові товариства при університетах фінансувалися державою з розрахунку 2500 рублів на рік. Також збиралися членські внески у 3 рублі на рік, причому за перший рік при вступі новий член платив 5 рублів. Приймалися пожертви від меценатів, продавалися друковані видання. Для засідань товариства (від 6 до 11 на рік) завжди виділялися приміщення Київського університету. Для видання вказівника російських наукових видань з 1900 держава виділяла додатково близько 2000 рублів на рік.
Загальні витрати товариства складали в середньому 3165 рублів на рік. Кошти витрачалися на наукові експедиції («наукові екскурсії») загалом до 1000 рублів на рік. Також товариство підтримувало фінансово окремих дослідників та установи.
Після 1917 року фінансування товариства припинилося. Членські внески також почали надходити лише 1924 року, причому через скрутне становище членів товариства у 1924—1925 році внески по 3 рублі оплатили лише 33 члени. Наприкінці 1925 року відділ науки Наркомату освіти УСРР виділив товариству 150 рублів.
Станом на 1930 рік товариство отримувало 750 рублів на рік на свою діяльність від Укрнауки, інші кошти складали внески та дохід від продажу видань. Штаб-квартирою товариства наприкінці його діяльності був Біологічний інститут ВУАН (вул. Короленка 37, кв.10)

## Склад товариства

### Структура
У складі товариства на початку традиційно працювали науковці з біологічних дисциплін (зоології, ботаніки, фізіології, пізніше генетики), фізики, математики, хіміки, геологи, астрономи, медики, антропологи та інші. Багато було й аматорів природознавства. У 1889 році відокремилось Київське фізико-математичне товариство, до якого ввійшли фізики та математики. У 1907 році від товариства відокремився хімічний гурток, який з 1910 року перетворився на Київське фізико-хімічне товариство.
У 1929 році товариство мало такі відділи:
- біологічний — голова Михайло Воскобойніков
- геологічний — голова Володимир Чирвинський
- хімічний — голова Сергій Реформатський

### Чисельність
Члени товариства поділялися на дійсних, почесних та членів-співробітників. В різні роки членство у товаристві мали 100—250 осіб.
- У 1874 році в товаристві було 106 осіб.
- У 1883 році товариство налічувало 100 членів (10 почесних, 83 дійсних і 7 членів-співробітників).
- У 1892 році до товариства входило 164 члени (13 почесних, 143 дійсних і 8 членів-співробітників).
- З 1 січня 1905 року товариство мало 249 членів (26 почесних, 213 дійсних та 10 членів-співробітників).
- На 1 січня 1926 року товариство мало 133 члени (9 почесних, 124 дійсних).[4]
- На 1 січня 1930 року товариство мало 111 членів (11 почесних, 100 дійсних)[5].

### Дійсні члени товариства
До товариства входили ботаніки: Йосип Пачоський (з 1887), Сергій Навашин (з 1908), Микола Холодний (заступник голови в 1929)

### Почесні члени
- Павло Тутковський (з 1883)
- Микола Андрусов (з 1905)

### Президенти товариства
- Ілля Борщов, ботанік (1869–70)
- Никанор Хржонщевський, медик, гістолог (1870–71)
- Олександр Ковалевський, зоолог, ембріолог (1872–74)
- Микола Бунґе, хімік-неорганік (1874–75)
- Костянтин Феофілактов (1876–78)
- Михайло Авенаріус, фізик
- Петро Армашевський, геолог
- Микола Бобрецький, зоолог (1898—1903)
- Йосип Баранецький[ru] (1904—1905)
- Василь Совинський, зоолог
- Петро Армашевський, геолог (1906—1908)
- Микола Андрусов, геолог (1909?-1912)
- Сергій Навашин, ботанік, фізіолог рослин, генетик (1913—1915)
- Володимир Лучицький, геолог
- Іван Шмальгаузен (1926–29), зоолог, ембріолог, еволюційний біолог

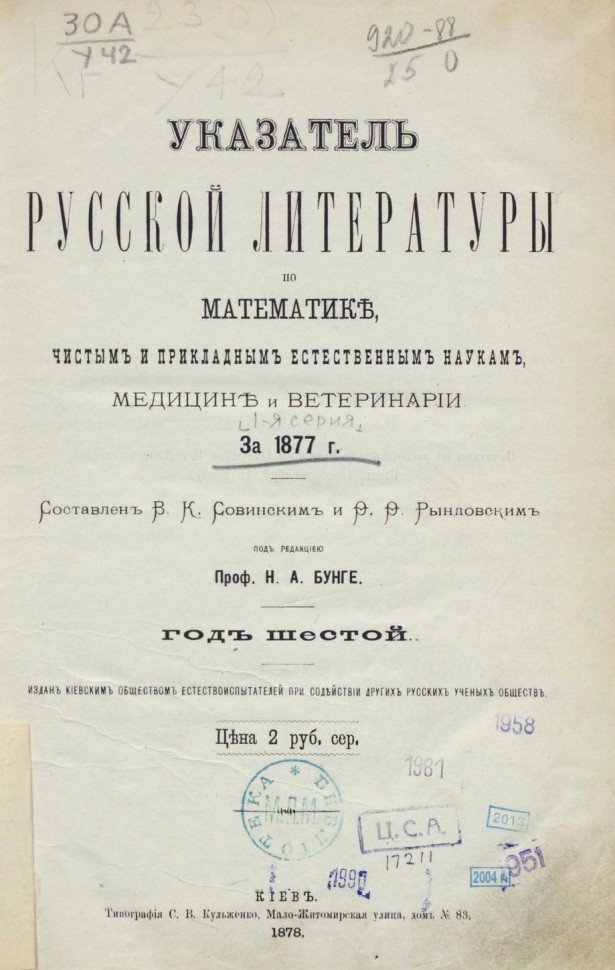
Перша сторінка «Вказівника російської літератури з математики, чистих і прикладних природничих наук, медицині й ветеринарії» за 1877 рік

## Видання товариства
Київське товариство природознавців видавало декілька серій праць. Основним виданням були «Записки Київського товариства природознавців» (рос. Записки Кіевскаго общества естествоиспытателей), яких вийшло 27 томів російською мовою у 1870—1917 році. Видання було відновлено українською мовою у 1926—1928 роках, вийшло 3 випуски.
У 1921—1927 роках виходив також «Збірник наукових праць Київського товариства природознавців».
Важливим бібліографічним джерелом був щорічний «Вказівник російської літератури з математики, чистих і прикладних природничих наук, медицині й ветеринарії» (рос. Указатель русской литературы по математике, чистым и прикладным естественным наукам, медицине и ветеринарии), який систематизував усю наукову літературу, видану в Російській імперії за вказаний рік. «Вказівник…» виходив у 1873—1894 роках, а також після перерви в 1901—1913. Редакторами видання були професори Микола Бунґе а з 1890 року — Василь Совинський.
Окремо товариство також видало геологічні карти Києва та Київської губернії.

## Бібліотека товариства
Бібліотека товариства збиралася в окремому приміщенні Київського університету на вулиці Володимирській 51. Станом на 1926 рік вона містила понад 7000 томів книжок та понад 800 наукових журналів, які закуповувалися або обмінювалися на видання самого товариства. Наприкінці 1929 року мала вже 8000 томів. Існувала підписка на 75 російських, польських та французьких періодичних видань. У 1925 році керівництво Київського інституту народної освіти, якому належало приміщення, постановило виселити бібліотеку. В жовтні 1926 року за клопотанням президента товариства Івана Шмальгаузена та секретаря Миколи Воскресенського було підписано договір про перенесення книжок і журналів до окремого фонду Всенародної бібліотеки УСРР, що знаходилася на бульварі Шевченка 14, де вона й залишилася після ліквідації товариства у 1930 році.